# Kangol
Kangol ist ein traditionsreicher englischer Hersteller von Kopfbedeckungen und in geringem Maße anderen Modeartikeln.
Ursprünglich belieferte die Firma vor allem das britische Militär mit  Baretten bzw. Baskenmützen, heute gelten ihre Produkte jedoch hauptsächlich als Hip-Hop-Mode.
Trotz des Namens und des Känguru-Logos hat sie nichts mit Australien zu tun. Seit 2006 gehört sie vollständig zur Unternehmensgruppe Frasers Group des britischen Geschäftsmannes Mike Ashley. Zur SDI-Gruppe gehören auch weitere traditionsreiche Marken wie z. B. Slazenger, Everlast und Lonsdale.

## Geschichte
Jaques Spreiregen (1893–1979), ein in Warschau geborener Jude, hatte in Frankreich gelebt und war durch die dortige Mode inspiriert worden. Er gründete 1938 in Cleator, einem Stadtteil von Cleator Moor in Cumbria im äußersten Nordwesten Englands eine Textilfabrik, nachdem er bereits einige Jahre Baskenmützen aus Frankreich importiert hatte.
Das „K“ des Namens steht sowohl für „knitting“ (stricken) und „silk“ (Seide), „ang“ für Angora, „ol“ für Wolle.

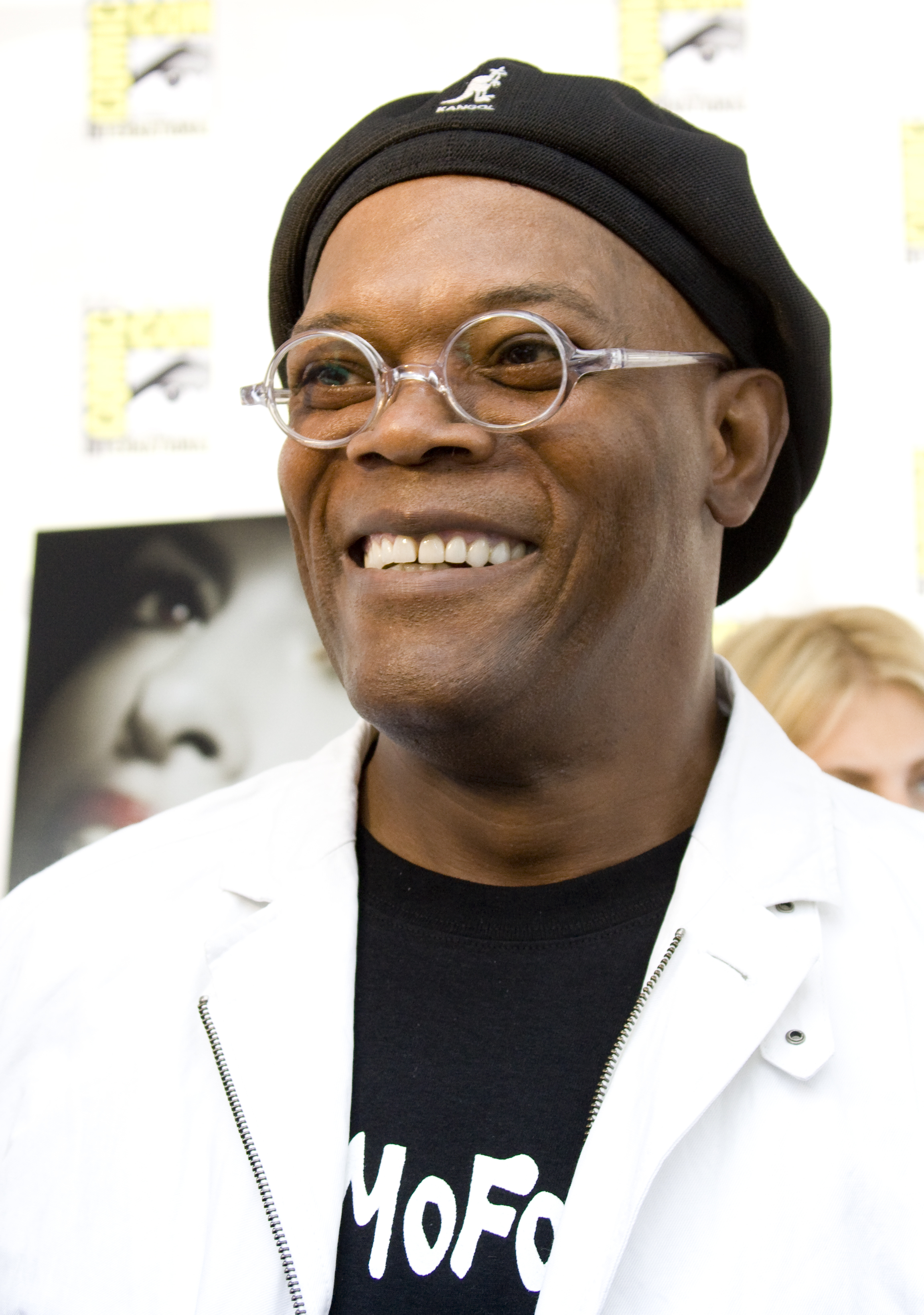
Samuel L. Jackson, mit Kangol-Mütze, 2008

Der populäre britische Feldmarschall des Zweiten Weltkriegs, Bernard „Monty“  Montgomery, machte die Armeemütze weltbekannt, aber trotz einiger Fans in der Filmbranche wie Marlene Dietrich und Greta Garbo, die daran angelehnte Flachkappen der 504-Serie trugen, blieben die Kappen exklusive Nischenprodukte, etwa für Golfer. Auch die Tatsache, dass Prominente wie die Beatles und der Herzog von Windsor sie schätzten, änderte nichts daran.
Der Durchbruch in den Mainstream kam erst in den 1980ern durch Rapper wie LL Cool J zustande, der aber nicht die berühmten 504-er, sondern Anglerhüte (engl. Bucket Hats) der Firma trug. 1983 erkannte die Firma das Potential der Kopfbedeckung als Kultobjekt und wählte ein Känguru als Logo. Das Image wird immer noch stark von schwarzen Rappern bestimmt, aber seit 2006 hat auch der russische Rapper Seryoga eine eigene Kollektion. Außerhalb der Rap-Szene haben etwa Musiker wie Oasis und Britney Spears öffentlich Kangol-Mützen getragen.
Im Film Jackie Brown (1998) von Quentin Tarantino trug Samuel L. Jackson ständig eine Kangol-504-Mütze, die dadurch erneut zum begehrten Mode-Objekt wurde. 2012 entwickelte Jackson für Kangol eine eigene Golf-Kollektion.
2006 wurde die Firma Kangol von Sports Direct für 12 Millionen Pfund übernommen. 
Seit 2011 wird Kangol in Deutschland über die Agentur Wolf-Michel vertrieben.